# Kasza (költészet)

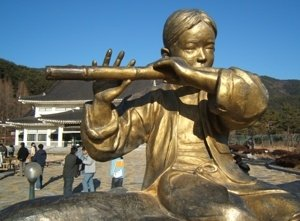
A Koreai Kasza (Gasa)múzeum előtti szobor Tamjang (Damyang)ban

A kasza (hangul: 가사, RR: gasa) a Csoszon (Joseon)-dinasztia idején népszerűvé vált koreai versforma, dalbeszéd, mely a 15. század közepén keletkezett. Több ezer soros is lehet, nem tagolódik versszakokra. Nem lírai, hanem leíró versforma. Témái között találhatóak tájleírások, útinaplók, katonai események és szerelmes történetek.

## Jellemzői
A kasza (gasa) a korjói (goryeói) kjonggicshe (gyeonggiche) (경기체) műfajára vezethető vissza, de lényegesen hosszabb lélegzetvételű annál. Akárcsak a sidzso (sijo) esetében, egy sor itt is négy időmértékes szegmensből áll. Hasonlít a kínai fura, azonban rímtelen. Történetet mesél el, idő és helyszín szerint sorrendben, de a prózára jellemző klasszikus cselekmény fogalma nélkül. A kasza (gasa) meghatározott, logikus mintázatot követ. Az első Csoszon (Joseon)-kori kasza (gasa)költőnek Csong Gugin (Jeong Geugin)t (정극인) tartják.
A 17. századtól egyre több nemesi származású nő tanult meg hangult írni és olvasni, a kasza (gasa) pedig népszerű műfajjá vált a körükben. Egy-egy feleség, anya vagy lánytestvér gyakorta írt költeményeket, például férfi rokonuk sikeres vizsgatételére gratulációul, de írtak verseket a természetről, a női sorsról és a nők helyes viselkedéséről is.
Ugyanettől az időszaktól a köznép tagjai is írtak kasza (gasa)verseket, amiket az írástudatlanok szóban, szájról-szájra terjesztettek, énekelve. A szerzőik kiléte jobbára ismeretlen. A köznép ezekben az énekversekben fejezte ki az elégedetlenségét a társadalmi rendszerrel, a szigorú és igazságtalan adókkal, a paraszti sorssal szemben. Szatirikus darabok is találhatóak ezek között.

## Képviselői
Az egyik legnagyobb képviselője Jun Szondo (윤선도, Yun Seondo) (1587–1642), mellette Csong Cshol (정철, Jeong Cheol) (1536–1593), illetve a kor jelentős költőnője, Ho Nanszolhon (Heo Nanseolheon) (허난설헌) (1563–1585) is. A műfaj jellegzetes darabjának számít Pak Illo (박인로, Park In-ro) (1561–1643) Thephjongsza (Taepyeongsa) (태평사, A béke dala) című költeménye is.